# Liabum longifolium
Liabum longifolium là một loài thực vật có hoa trong họ Cúc. Loài này được (Rusby) S.F.Blake mô tả khoa học đầu tiên năm 1935.